# 慕容農
慕容農（4世纪—398年4月7日，字道厚，小字惡奴，封爵遼西王，谥桓烈，是鲜卑政权后燕的宗室将领。他是后燕开国皇帝慕容垂第三子，是其爱姬所出，是惠愍帝慕容宝之兄。在后燕的大部分时期内，他以军政能力受到士民的倚赖，但他在永康三年（398年）莫名其妙的失败却毁掉了自己，也毁掉了皇帝慕容宝乃至整个后燕政权。

## 后燕建立前
慕容农九岁时，问太史令黄泓：“俗称参辰相见，万人相食，各自一宿，何为如是？”黄泓说：“昔高辛氏有二子，长子伯阏，次子实沈，总是争斗，自相征讨，后来高辛氏身体不好，使伯阏主辰，实沈主参，别而离之，相见则争，故代传言如此。”慕容农说：“天有定宿，以人甄之，而成憎爱。二子之前，参辰何云？”黄泓不能对，慕容垂对他也深以为奇。
建熙十年（369年），还是前燕皇叔的慕容垂因被皇帝慕容暐的母后可足浑皇太后和摄政慕容评所忌，逃往前秦。慕容农和父亲一起逃跑。建元十三年（377年）春，他见秦仗着自己强大，宫室奢侈，告诉父亲：能干的丞相王猛刚死，秦帝苻坚的统治状况正在恶化，你应该趁机复辟燕国（建熙十一年（370年）前燕为前秦所灭）。慕容垂对此一笑置之，但并没有忘怀。
十九年（383年）十一月，前秦伐晋失败，在淝水之战中更是元气大伤，慕容农再次向父亲提出复辟：“父亲不迫人于险，其义声足以感动天地。农听闻秘记说：‘燕复兴当在河阳。’在果子未熟或自落之际取之，不过相差十天之间，但论到难易美恶，相去远了！”这一次，慕容垂同意了，说服苻坚让自己奉诏去安抚前秦的东北地区，十二月却趁机反叛，杀秦将苻飞龙。慕容垂在黄河以南的洛阳附近起事。先前慕容农和堂兄弟慕容楷、慕容绍等被留在邺城，被苻坚子长乐公苻丕留下，慕容垂遣田山去邺城密告慕容农等，让他们起兵相应。当时已黄昏，慕容农与慕容楷留宿，慕容绍先出到蒲池，盗苻丕骏马数百匹以待慕容农、慕容楷，次日二人率数十骑微服出鄴，一同逃到列人（今河北邯郸市东）。二十年（384年）正月，苻丕大会宾客，请慕容农不得，才察觉有变，遣人四出访求，三天后才知道他已在列人起兵。慕容农最初住在乌桓人鲁利家，鲁利为之置饮食，慕容农笑而不食。鲁利对妻子说：“恶奴郎君是贵人，我家贫无以给他吃饭，奈何？”其妻说：“郎有雄才大志，今无故而至，必将有异，不是为饮食而来。君当急出，远望以备非常。”鲁利从之。慕容农说自己要在列人集结军队以图复国，说服鲁利和乌桓人张骧等人一同响应，于当年春在黄河以北起兵反秦。驱列人居民为士卒，斩桑榆为兵器，裂襜裳为旗帜，派赵秋游说屠各人毕聪，毕聪与屠各人卜胜、张延、李白、郭超及东夷馀和、敕勒、易阳乌桓人刘大各率部众数千赶来合兵。慕容农假张骧为辅国将军，刘大为安远将军，鲁利为建威将军。慕容农亲自率兵攻破馆陶，收其军资器械，遣兰汗、段赞、赵秋、慕舆悕掠取康台牧马数千匹。慕容农步骑云集，众至数万，张骧等共推慕容农为使持节、都督河北诸军事、骠骑大将军，监统诸将，随才部署，上下肃然。起初因为父亲未至，慕容农不敢封赏将士，在赵秋建议下才作了封赏，结果使更多人前来归附，此举也得到了慕容垂的嘉许。他还招纳了上党的库傉官伟、东阿的乞特归、原燕国的光烈将军平睿和其兄汝阳太守平幼，派兰汗攻克顿丘。苻丕派名将石越率步骑万馀讨慕容农。慕容农说：“石越有智勇之名，今不南拒大军而来这里，是畏惧父王而针对我；他肯定不设防备，可用计取之。”众人请求修缮列人城，慕容农说：“善用兵的人，用心结交士人，不用异物。如今起义兵，只求破敌，当以山河为城池，修缮列人怎么够呢！”石越兵到列人城西，慕容农派赵秋和参军綦毋滕击破石越前锋。参军赵谦对慕容农说：“石越甲仗虽精，人心危骇，易击破，应该急击之。”慕容农说：“他的甲在外，我的甲在心，白天交战，则士卒见敌军外貌就害怕了，不如等黄昏再击之，可以必克。”令军士严备以待，不要妄动。石越立栅自固，慕容农笑着对诸将说：“石越兵精士众，不乘其初至的锐气来击我，而另外立栅，我知其无能为了。”黄昏，慕容农鼓噪而出，在城西列阵。牙门将刘木请先攻石越栅，慕容农笑道：“凡人见美食，谁不想要呢，何必独自请求！然你猛锐可嘉，当让你做先锋以为恩惠。”刘木就率壮士四百人破栅而入，秦军溃败，慕容农督大众随之，大败秦军，斩石越，送首级于慕容垂，引兵会合慕容垂攻邺城。秦骁将石越、毛当相继败亡，人情骚动，所在之处，盗贼群起。慕容垂派慕容农向东经营清河、平原，征督租赋。慕容农成为前秦军的主要威胁之一，明立约束，均适有无，军令严整。慕容农不侵害百姓，路上都有粮食，军资丰赡，慕容垂很开心。

## 慕容垂在位期间
当年春，慕容垂宣布建立后燕，任慕容农为骠骑大将军，并认可慕容农所授官职。慕容农曾和慕容绍、叔父慕容德建议慕容垂除掉翟斌兄弟，未果，后来翟斌果然反叛。八月，翟斌之侄翟真从邯郸北逃，慕容农和慕容楷追击至下邑，慕容农认为士卒饥倦且敌营不见丁壮，恐怕有埋伏，慕容楷不听，果然战败。慕容农后又从清河出兵接应其弟冠军大将军慕容隆、龙骧将军张崇，在广阿俘获被慕容隆等大破而败逃的前秦阳平太守邵兴。十一月，慕容农从信都出兵，在鲁口击败翟真从兄翟辽，屯兵藁城以逼敌，十二月又和其弟慕容麟大破翟辽，翟辽单骑投奔翟真。第二年，慕容农继续致力于对前秦余部及趁前秦垮台而半独立的将领们作战，功劳很大，于黄泥攻败翟嵩。慕容垂有北上定都中山之意，慕容农率众数万相迎。二月，他和慕容麟在中山合兵攻翟真，先率数千骑至承营，观察形势，翟真望见，陈兵而出，诸将欲退，慕容农说：“丁零人不是不劲勇，而翟真懦弱，如今简拔精锐，望翟真所在而冲杀之，翟真逃跑，其众必散，再邀门而截杀，可尽杀之。”派骁骑将军慕容国率百馀骑冲之，翟真走，其众夺门，自相践踏，死者大半，燕军遂攻克承营外城。三月，慕容垂攻打邺城久不下，召归慕容农，附近因而以为燕军不振，怀有二心。慕容农到高邑，从事中郎眭邃奉命巡视未归，被长史张攀弹劾，慕容农不为所动，反而假传父命封眭邃为高阳太守，将家在赵北的参佐都假署官职放归，举补太守三人，长史二十馀人，说等他北还时，眭邃必然相迎。慕容农又奉父命攻打邺城，晋龙骧将军刘牢之攻燕黎阳太守刘抚于孙就栅，慕容垂亲自引军去救，慕容农奉命留守，挫败了苻丕的夜袭。慕容垂北上中山，让慕容农先行，眭邃等果然前来迎候，张攀才服了慕容农的智略。八月，出蠮螉塞，经凡城趋龙城，讨叛将餘巖。十一月，慕容农至龙城，休士马十馀日。诸将都说：“殿下此来，取道甚速，现在至此，久留不进，为什么？”慕容农说：“我速来是担心余岩过山劫掠，侵扰良民。余岩没有过人之才，诱骗饥民，所部是乌合之众，没有纲纪。我已扼其喉，久了他的部众将要离散，无能为。现在这田要熟了，没收割就行军，是徒劳耗损；等收割了，再出兵就枭余岩首级，也不出十天。”不久，率步骑三万至令支，余岩部众震骇，有人越城归顺慕容农。余岩计穷出降，慕容农克令支，斩余岩兄弟，进击高句丽，收复辽东、玄菟二郡，回到龙城上，上疏请缮修陵庙。慕容垂以慕容农为使持节、都督幽、平二州、北狄诸军事、幽州牧，镇龙城。慕容农于是创立法制，事从宽简，清刑狱，省赋役，劝课农桑，居民富赡，四方流民前后来到者达数万口。之前幽、冀流民多入高句丽，慕容农以骠骑司马庞渊为辽东太守，招抚之。当年，慕容垂封他为辽西王。清河太守贺耕聚众定陵叛变，南应翟辽，慕容农讨斩之，毁定陵城。
建兴四年（389年）正月，慕容农认为幽、平已经太平了，便上表慕容垂，请求回首都中山（在今河北保定），以获得上阵杀敌的机会。在上表中，他指出手下将士安逸多年，而青、徐、荆、雍四州尚未平定，当时前三州在东晋管下，雍州在后秦管下。这说明慕容农至少有打败东晋和后秦的野心。
慕容垂收到上表，便召慕容农回中山为侍中、司隶校尉，命高阳王慕容隆去龙城接替他。慕容隆遵循慕容农旧规，并进行拓展，辽、碣于是安定。慕容农回到中山，被任为都督兖豫荆徐雍五州诸军事，镇邺城。十月，翟辽派丁零人故堤诈降乐浪王冀州刺史慕容温，将慕容温和长史司马驱刺杀，率两百户守军奔西燕，慕容农在襄国予以截击，全部截获，故堤只身逃走。此后，慕容农多次参与其父的军事行动，在六年（391年）打败了翟魏天王翟钊对邺城的进攻。七年（392年）六月，慕容垂伐翟魏，隔河对峙，秘密遣中垒将军桂林王慕容镇在河南立了营，翟钊回军攻慕容镇等营，往返疲惫，又不能攻克，将离去，慕容镇等引兵出战，慕容农从西津渡河与慕容镇等夹击，大破之。翟钊逃回滑台率妻儿和余部北渡黄河登白鹿山凭险自守，燕军不得进。慕容农说：“翟钊无粮，不能久居山中。”便引兵回，留骑兵等候之。翟钊果然下山，燕军回师掩击，尽获其众，翟钊单骑逃奔西燕，翟魏灭亡。十二月，慕容垂以慕容农为都督兗、豫、荆、徐、雍五州诸军事，镇邺城。在九年（394年）消灭西燕的战事中，慕容农也发挥了重要作用，二月，他兵出壶关，帮助后燕控制了山西。五月，燕军至台壁，西燕帝慕容永从子征东将军慕容小逸豆归出战，被慕容农击破，斩西燕右将军勒马驹，擒镇东将军王次多，遂围台壁。慕容永亲率精卒五万来拒，慕容垂列阵于台壁之南，慕容农、慕容楷分为二翼，慕容国伏千兵于深涧，与其大战。慕容垂引军伪退，慕容永追奔数里，慕容国发伏兵驰断其后，慕容楷、慕容农夹击之，慕容永军大败，斩首八千余级，慕容永奔还长子。十月，慕容农渡河与安南将军尹国略地青、兗，慕容农攻廪丘，尹国攻阳城，皆攻克，慕容农与尹国与晋东平太守韦简交战于平陆，韦简战死，高平、太山、琅邪诸郡都弃城溃走，慕容农进军临海，十一月，又袭击东晋治下由原先附庸于后燕的辟閭渾所管辖的青州，败辟闾浑于龙水，入临淄，慕容垂告捷于龙城之庙。但十二月，不知何故，慕容垂召他回中山，放弃了青州的战事。
慕容垂在位期间，慕容农、慕容隆两兄弟是最得到认可的皇子。因此，皇后段元妃曾向慕容垂建议，太子慕容宝缺乏政治才能，应选择慕容农或慕容隆为太子，赵王慕容麟奸诈强愎，以后必为国家之患，应该早图之。但慕容垂认可慕容宝，拒绝了，反而怪段元妃离间父子关系。
然而，慕容农的无敌神话在建兴十年（395年）在一次战役中开始破灭，尽管他并非最高指挥官。因被原附庸于后燕的北魏王子拓跋珪的骚扰袭击所激怒，当年五月，慕容垂命慕容宝率军八万，由慕容农和慕容麟辅助，慕容德、慕容绍以步骑一万八千为后继，想灭北魏。但在呼和浩特附近僵持后，慕容宝因误信慕容垂已驾崩而撤退，结果被拓跋珪在参合陂之战中大败，几乎损失了举国的军队。慕容农和其他兄弟们都幸免于难，慕容绍战死。曾任慕容农记室参军的骠骑长史、带昌黎太守贾彝被俘。
十一年（396年）三月，慕容垂御驾亲征，想收服北魏，亲率众出参合，凿山开道，次于猎岭，遣慕容宝与慕容农出天门，慕容隆、慕容宝庶长子慕容盛逾青山，到猎岭，遣慕容农、慕容隆为前锋袭魏陈留公拓跋虔于平城，拓跋虔素无防备，闰三月，燕军败杀拓跋虔，收其众三万余户而还。慕容垂最初取得了一些胜利，拓跋珪震怖欲逃，诸部闻拓跋虔之死都怀有贰心，拓跋珪不知去哪里好。但燕大军刚过参合陂时，慕容垂在难过和愤怒中病倒了，大军也被迫撤退。慕容垂不久驾崩，慕容宝继位。

## 慕容宝在位期间
慕容宝虽然忌恨段元妃之前把太子换成慕容农或慕容隆的建议，以至于迫使段元妃自杀，但很信任这两个兄弟，任命慕容农为都督并、雍、益、梁、秦、凉六州诸军事、并州牧，镇晋阳，抵御北魏入侵。慕容农率部曲数万去并州，但当即就在筹粮时犯了错误，他的安排超出了正忍受饥荒之苦的百姓的能力。他还派军官监视胡人部落。百姓断然反叛，送信给北魏，要求拓跋珪进军并州。九月，拓跋珪到达晋阳，并击败了出战的慕容农，慕容农奔还晋阳，司马慕舆嵩闭门拒之，慕容农与妻儿率数千骑向东逃，魏中领将军长孙肥在潞川追上，俘获慕容农妻儿。慕容农负伤仅率三骑逃回中山。拓跋珪遂得并州。
拓跋珪继续向中山进军。中山被围日久，燕将士们都想着出城一战，慕容宝给慕容农一小支部队防御中山，出屯安喜，但大部分军务被委托给建议不要与北魏交锋的卫大将军慕容麟，此举令慕容农、慕容隆沮丧。永康二年（397年）三月，慕容麟政变失败逃离中山，慕容宝害怕慕容麟会掌握自己的庶次子清河王慕容会所率的一支援军先占据龙城，就召来慕容农和慕容隆，决定放弃中山去龙城。慕容农和慕容隆的部下都劝他们留守而不是跟着慕容宝，但他们都没有听从，认为为了效忠必须跟着慕容寶。其中慕容农部将谷会归劝慕容农：“城中之人皆是拓跋珪在参合陂所杀者的父子兄弟，泣血踊跃，欲与魏战，而为卫军所抑，主上当北迁，皆曰：‘得慕容氏一人奉而立之，以与魏战，死无所恨！’大王幸而留此，以副众望，击退魏军，抚宁畿甸，奉迎大驾，亦不失为忠臣。”慕容农闻言想杀谷会归，却又可惜其才，说：“只能如此才能指望活下来的话，不如就死！”于是他们和慕容宝、慕容盛、太子慕容策一起率万余骑加入了慕容会的军队。
但慕容会因被立为太子的是嫡出的弟弟慕容策而不是自己，心怀不满，想武力夺权。慕容宝察觉慕容会怏怏有恨色，试图把慕容会所部转移到慕容农和慕容隆管下，却加深了慕容会的怨恨。魏军在夏谦泽追上慕容宝，慕容会整军阵与战，慕容农、慕容隆等率从南边来的骑兵冲杀之，魏兵大败，追奔百馀里，斩首数千级。此胜后，慕容会愈发骄矜，和慕容隆的矛盾也加深。慕容会因慕容农、慕容隆都曾镇守龙城，地位尊重，名望在自己之上，担心一旦到龙城，自己就没有权了，又知道自己不能为嗣，就图谋作乱。幽、平军队都怀慕容会之恩，不乐属慕容农、慕容隆，请于慕容宝，希望慕容宝等留在蓟宫，他们要随慕容会一同解京师之围，再来迎驾。但慕容宝左右都厌恶慕容会，认为慕容会一旦解围，必将自立。慕容宝就对军众说慕容会年少，才不及慕容农、慕容隆，不可当专征之任，且正需要慕容会为羽翼，不可离左右。军众不悦而退。慕容宝左右又劝其杀慕容会，侍御史仇尼归闻之，劝慕容会诛慕容农、慕容隆，废太子，自处东宫，兼将相之任，以匡复社稷。慕容宝又对慕容农、慕容隆说慕容会必反，应早除之。二人认为社稷正危，慕容会镇抚旧都，远赴国难，威名之重足以震动四邻，逆状未显而杀之，不但伤父子之恩，也恐怕大损威望。慕容宝说：“慕容会逆志已成，卿等慈恕不忍早杀，恐一旦为变，必先害诸叔父，然后杀我，到时候别后悔自己的自负！”慕容会闻之，更害怕了，四月，先对叔父们下手，派其党仇尼归、吴提染干率壮士二十馀人分道行刺慕容农、慕容隆，慕容隆被杀，慕容农也受了重伤，擒住仇尼归，逃入山中。因仇尼归被擒，慕容会知道此事要暴露，就夜间见慕容宝说：“农、隆谋逆，臣已除之。”慕容宝欲讨伐慕容会，故意假作好言安抚：“我本就疑心二王很久了，除之很好。”慕容农从山中出来，慕容宝呵斥他：“何以自负！”命擒之。行军十馀里，慕容宝召群臣吃饭，议慕容农罪，意欲击杀慕容会，但没有杀死，慕容会公开发动政变，事败被杀。慕容农头骨破裂，连脑子都外露了，慕容宝亲自为他裹伤，才保住性命。
慕容宝在龙城安歇，进慕容农为左仆射，不久又拜他为司空、领尚书令，八月又命他都督中外诸军事、大司马、录尚书事。三年（398年）正月，得知中山已失守，慕容农提出刚迁都，不可急于南征，应当派军袭击库莫奚，取其牛马以充军资，再观察虚实，待明年再议南征，慕容宝起初停止了收复失地的想法，但当月又不顾慕容农、慕容盛反对，断然南征，以抚军将军慕舆腾为前军大司马，慕容农为中军大司马，慕容宝亲自为后军大司马，步骑三万，连营百里，次于乙连。但刚离开龙城，慕容隆旧部段速骨就利用诸军的厌战之心反叛了，迫使慕容隆之子高阳王慕容崇为首，杀宗室诸王，慕容宝率十馀骑奔慕容农营，慕容农出迎，左右抱其腰止之，说：“应该观察一下，不可立即出去。”慕容农引刀要砍他们，于是出见慕容宝，又派快马持信追慕舆腾。慕容宝、慕容农引兵回大营讨段速骨等。慕容农营的军队也厌战，皆弃兵器而逃，慕舆腾的军营也崩溃了。慕容宝与慕容农当即逃回龙城，赖留守的慕容盛引兵出迎而得免。段速骨包围龙城。尽管有慕容垂的舅舅尚书顿丘王兰汗暗助，段速骨起初并不成功，直到三月段速骨攻城之际，慕容农被兰汗所诱骗，秘密出城进入段速骨军中以求自保。次早，段速骨攻城，守军坚持拒战，段速骨伤亡惨重，就带着慕容农绕城。龙城守军倚仗慕容农的忠节威名，见他在城下，惊愕而斗志崩溃、溃逃，龙城终于被段速骨攻陷。段速骨纵兵杀掠，囚禁慕容农于殿内，他的谋主阿交羅又进言说慕容崇幼弱，不如改立慕容农为主。慕容崇的亲信鬷讓和出力犍闻讯，杀了阿交羅和慕容农。慕容农故吏左卫将军宇文拔逃奔辽西。慕容农被追谥桓烈。

## 评价
廖基添《慕容农与后燕兴衰——以“列人集团”为中心的考察》指出慕容农“列人集团”的存在，指出：
1. 其急行军到龙城的首要目的是排挤由平州刺史调任平郭的带方王慕容佐，对余岩和高句丽作战只是幌子；
2. 与慕容麟一同战斗的慕容温被害后，冀州刺史由“列人集团”的慕容楷继任，可能造成慕容麟与“列人集团”生隙；
3. 慕容垂在灭西燕的战斗中征发“列人集团”的军队，还派慕容会代慕容农镇守邺城，期间在邺城东南逗留一月有余，实际上是在夺取“列人集团”对邺城的控制权；
4. 参合陂之战的参战主力是慕容农等“列人集团”的军队，慕容垂让慕容宝领军的意图是树立慕容宝的威望及让慕容宝逐步掌握“列人集团”的军队，不料遭此大败；
5. 在慕容垂亲征北魏前奉命从冀州出兵时叛乱的平规、平翰兄弟很快被镇压了，可见是仓促之下被逼反的，慕容垂在平叛后从“列人集团”手中夺取了冀州；
6. “列人集团”是慕容农成就赫赫武功的基础，慕容垂为了巩固慕容宝的地位，对“列人集团”进行了瓦解，才导致慕容农最终的悲剧；
7. 慕容农、慕容隆虽然倾向于回到他们的根据地龙城，但放弃华北也就失去华北士族的支持，这也是导致他们悲剧的深层原因。